# 양수장

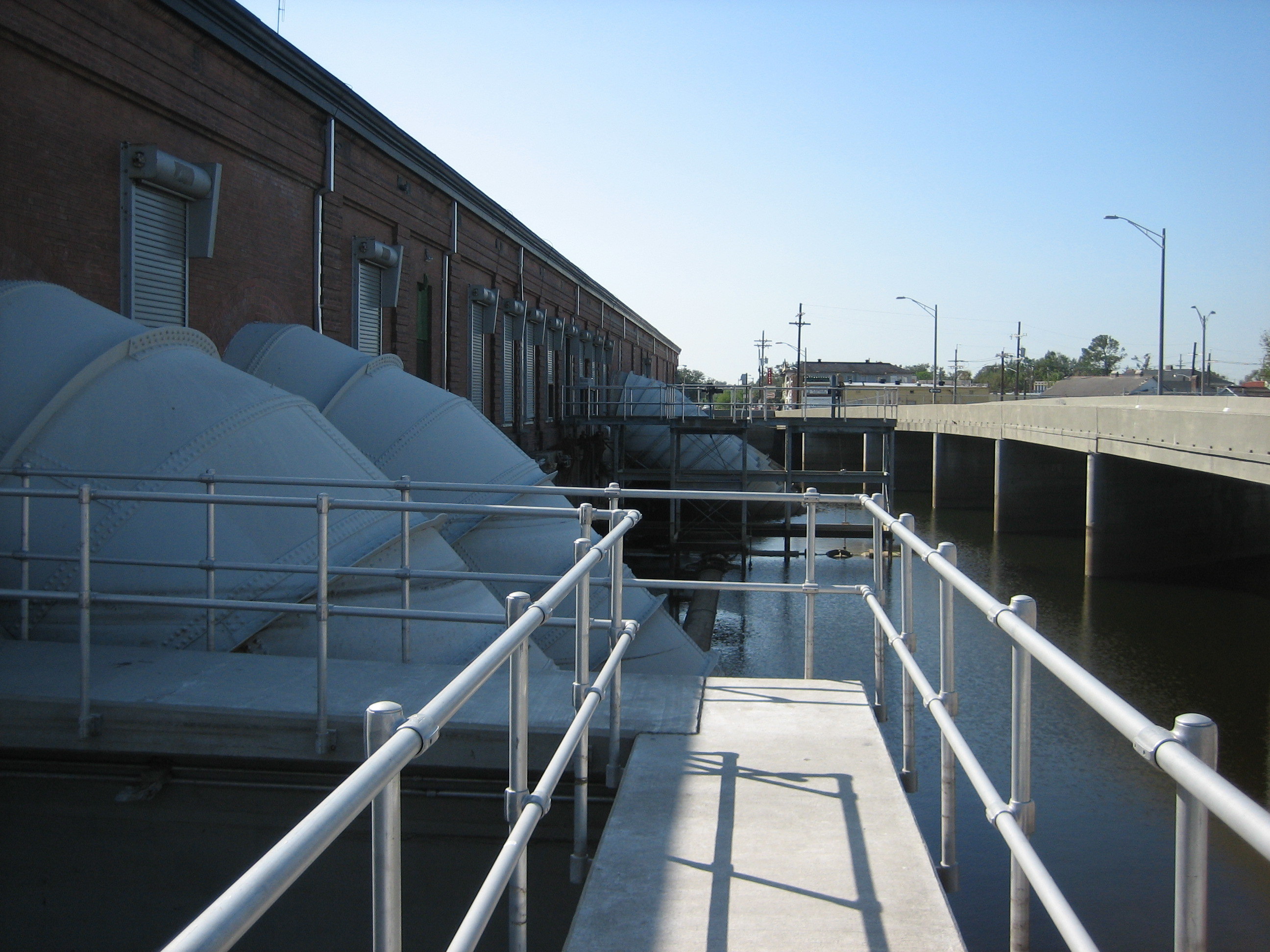

양수장(揚水場)은 1)펌프, 동력장치, 제어장치, 흡입 및 배출관로, 그리고 때로는 이들이 들어있는 건물이나 가설물을 포함한 전체시설, 2) 농지의 용수개량 또는 배수개량을 목적으로 물을 높은 곳으로 올리는 건물(기초공, 흡수조, 건물), 펌프시설(펌프, 원동기, 보조기계류, 전기설비), 운전관리설비, 도수시설(도수로, 통문, 침사지, 유수지, 배출수조, 송수로) 및 부대설비를 포함한 총칭이다.